# Guthrie Govan
Guthrie Govan, né le 27 décembre 1971 à Chelmsford, Essex, Angleterre est un guitariste connu pour son travail avec les groupes Asia (2001-2006), GPS, The Young Punx, The Fellowship, Erotic Cakes, The Aristocrats et Steven Wilson. Il est professeur de guitare et travaille avec le magazine britannique Guitar Techniques, l'Académie de musique contemporaine de Guildford et la Brighton Institute of Modern Music. Il a été nommé « guitariste de l'année » par le magazine Guitarist en 1993.

## Biographie
Govan commence à jouer de la guitare à l'âge de trois ans, encouragé par son père, mais il apprend principalement à l'oreille. À l'âge de neuf ans il joue avec son frère Seth Govan de la guitare sur la chaîne Thames Television dans un programme intitulé Ace Rapports. À l'école secondaire, il découvre, via des camarades plus âgés, les guitaristes « shredder » de l'époque.
Après le lycée, il étudie la littérature à l'université d'Oxford, qu'il quitte un an après afin de poursuivre une carrière dans la musique. À cette époque (vers 1991), il envoie des maquettes de son travail à Mike Varney de Shrapnel Records. Varney est impressionné et lui offre un contrat de disque. Cependant il refuse, expliquant qu'il voulait simplement savoir s'il était suffisamment bon.
En 1993, il remporte le prix « Guitariste de la décennie » du magazine Guitarist avec son morceau instrumental « Wonderful Slippery Thing » (une version qui apparaît plus tard sur son premier album solo), la démo du titre lui a valu une place parmi les nouveaux venus de plusieurs autres dans la finale en direct, qu'il a alors gagné.
Depuis la fin des années 1990, Govan a enseigné à l'Institut de Guitare à Acton, Thames Valley University et l'Académie de musique contemporaine, il enseigne actuellement à Brighton Institute of Modern Music. Dans ce contexte, il est connu pour sa capacité à enseigner un large éventail de styles.
Govan a publié deux livres sur le jeu de guitare : Creative Guitar Volume 1: Cutting Edge Techniques et Creative Guitar Volume 2: Advanced Techniques..
L'album solo de Govan, Erotic Cakes, sort sur le label Records Cornford en août 2006. Dans les notes de la pochette de l'album, il explique que le titre de l'album provient d'un épisode des Simpsons. Il explique également que lorsqu'il joue en concert le groupe est présenté comme Erotic Cakes plutôt que simplement Guthrie Govan.
En plus de la basse jouée par Seth, le frère de Govan, et la batterie par Pete Riley, l'album comporte des solos de guitare de Richie Kotzen (dont le studio de Los Angeles a été utilisé pour enregistrer les pistes de guitare sur l'album) et Bumblefoot respectivement sur « Ner Ner » et « Rhode Island Shred ». Seth Govan et Pete Riley complètent également le groupe Erotic Cakes en concert.
L'équipe de musiciens de l'album The Erotic Cakes, avec l'ajout du clavieriste et saxophoniste Zak Barrett, forme également un groupe de jazz-fusion appelé The Fellowship. Le groupe joue au club Bassment à Chelmsford, Essex, chaque jeudi soir depuis plusieurs années.
En 2006, il forme avec le bassiste et chanteur John Payne et le batteur Jay Schellen le groupe GPS. Avec le claviériste de Spock's Beard Ryo Okomuto, ils sortent l'album Window To The Soul chez InsideOut Music.
Lors du NAMM de Anaheim en janvier 2011, il forme avec le bassiste Bryan Beller et le batteur Marco Minnemann, un power trio. À la suite du succès de leur prestation quasi improvisée, ils décident de former un groupe, dénommé The Aristocrats et le groupe enregistre un album en avril 2011 à Chicago. L'album est publié en septembre 2011 par le label Boing Music. La sortie de l'album est suivie d'une tournée mondiale.

## Influences et technique
Ses premières influences étaient Jimi Hendrix et l'époque Cream d'Eric Clapton. Il se décrit ainsi comme venant d'un « fond de blues rock », la technique conduit la musique pour guitare, il cite l'imagination de Steve Vai (ainsi que Frank Zappa, avec qui Vai a joué) et la passion d'Yngwie Malmsteen comme influence. Le jazz et les éléments de fusion sont une partie importante de son style : il cite Joe Pass comme une influence déterminante à cet égard[réf. nécessaire]. Il est aussi friand du jeu legato popularisé par Alan Holdsworth et des phrasés très complexes de celui-ci.
Govan est connu pour sa virtuosité à la guitare électrique, en raison de ses compétences techniques et de la variété des styles qu'il maîtrise, ainsi que dans sa capacité à improviser, même quand il rompt une corde en plein live. Il est néanmoins loué pour son sens de la mélodie et son feeling, qui s'illustrent par exemple dans son travail pour Steven Wilson — notamment sur les solos de "Drive Home" (sur l'EP du même nom) et "Regret#9" (sur l'album "Home Invasion")
Le profil MySpace de Govan liste des citations de différents guitaristes à son sujet ; par ailleurs, les virtuoses Joe Satriani et Paul Gilbert ont loué le jeu de Govan,.

## Équipement
Par le passé, Guthrie Govan a utilisé principalement des guitares John Suhr : Son propre modèle signature, trois Suhr standards légèrement personnalisées, un modèle Suhr « modern 24 », ainsi qu'une Classic et une Classic T.
Il utilise un Victory Amps V100 avec The Aristocrats et Steven Wilson.
Pour anecdote, c'est d'ailleurs lors d'un salon de la musique, où il jouait sur le stand Cornford, que Guthrie a été remarqué par John Suhr lui-même. Ce dernier a plus tard insisté pour que Guthrie reparte avec une guitare.
Guthrie Govan est un des rares guitaristes à utiliser des guitares fretless, de la marque Vigier.
Guthrie Govan a mis un terme à son partenariat avec Suhr pendant l'année 2013 et a développé un modèle signature avec Charvel, dévoilé officiellement au NAMM d'hiver 2014.

## Discographie
- 2006 : Erotic Cakes, 1er album solo.
- 2006 : Window To The Soul avec GPS (John Payne, Jay Schellen, Ryo Okumoto), InsideOut Music
- 2011 : The Aristocrats avec The Aristocrats
- 2012 : Periphery II: This Time It's Personal avec Periphery (deuxième solo sur Have a Blast)
- 2013 : The Raven that Refused to Sing (and other stories) avec Steven Wilson
- 2013 : West Coast Grooves
- 2013 : Culture Clash avec The Aristocrats
- 2015 : Hand. Cannot. Erase. avec Steven Wilson
- 2015 : Tres Caballeros avec The Aristocrats
- 2017 : The Source avec Ayreon
- 2019 : You Know What...? avec The Aristocrats

### En tant qu'invité
- 2023 : Mohini Dey, Mohini Dey

## Sources
- (en) Luke Machin, « Guthrie Govan », sur Dutch Progressive Rock Page (consulté le 11 septembre 2012)

- (en) Cet article est partiellement ou en totalité issu de l’article de Wikipédia en anglais intitulé « Guthrie Govan » (voir la liste des auteurs).